# Albrecht III. Habsburský
Albrecht III. Habsburský (německy Albrecht III. von Habsburg, též Albrecht III. von Österreich, 1349/50, Vídeň – 29. srpna 1395, Laxenburg), zvaný „Albrecht s copem“ (Albrecht mit dem Zopf), byl rakouský, korutanský, štýrský a kraňský vévoda a tyrolský hrabě.

## Život

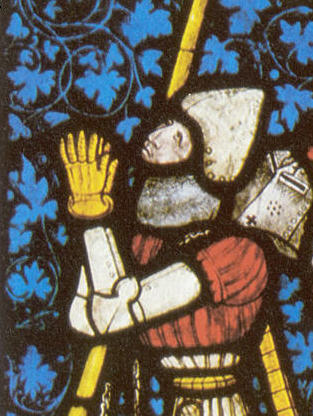
Albrecht III. „s copem“

Albrecht III. pocházel z rodu Habsburků, byl třetím synem vévody Albrechta II. a Johany z Pfirtu. Vlády v habsburských zemích se ujal spolu se svým mladším bratrem Leopoldem po smrti staršího bratra Rudolfa roku 1365.
Pod tlakem císaře Karla IV., který hodlal oslabit anjouovsko-habsburské spojenectví, pojal Albrecht roku 1366 za manželku Karlovu osmiletou dceru Alžbětu a zároveň obnovil lucembursko-habsburské rodové smlouvy, uzavřené dva roky předtím. 
Válku s bavorskými Wittelsbachy, znovu si činícími nároky na Tyrolsko, ukončil roku 1369 mír v Schärdingu, jímž Habsburkové za náhradu 116 000 dukátů toto území udrželi. Roku 1373 a znovu 1379 si Albrecht III. rozdělil vládu kvůli častým třenicím s Leopoldem tak, že posléze vládl v Horních i Dolních Rakousích a Leopold ve zbývajících zemích. Vznikla tak albrechtinská a leopoldinská linie. Druhý sňatek uzavřel 1375 s Beatrix, dcerou norimberského purkrabího Fridricha.
V roce 1377 se zúčastnil křížové výpravy Řádu německých rytířů proti Litvě. Roku 1384 se zasloužil, motivován i náboženskými zájmy, o založení teologické fakulty Vídeňské univerzity. Po Leopoldově smrti v bitvě u Sempachu se stal poručníkem jeho synů. Roku 1388 byl poražen Švýcary u Näfelsu a uzavřel s nimi mír, prodloužený roku 1394 o dalších dvacet let. Od roku 1389 byl v úzkém spojenectví s moravským markrabětem Joštem Lucemburským.
Albrecht III. byl mírné povahy, před válečnými akcemi dával přednost zbožným meditacím. Společně s první ženou je zobrazen v pokorné pozici donátorů na zadní straně otevíracího oltáře z hradu Tirol, jenž je v současnosti v mobiliáři zemského muzea v Innsbrucku.
Vévoda Albrecht III. zemřel v Laxenburgu v létě 1395 a byl pohřben v katedrále sv. Štěpána ve Vídni. Zanechal po sobě syna Albrechta IV. (1377–1404) .